# Pseudoxenodon macrops
Pseudoxenodon macrops är en ormart som beskrevs av Blyth 1855. Pseudoxenodon macrops ingår i släktet Pseudoxenodon och familjen snokar.
Arten förekommer i Asien från Nepal, centrala Kina och östra Bangladesh till norra Thailand och Vietnam. Avskilda populationer lever på Taiwan och södra Malackahalvön. Pseudoxenodon macrops hittas i kulliga områden och i bergstrakter mellan 300 och 2600 meter över havet. Habitatet varierar mellan fuktiga skogar och mer torra lövfällande skogar. Honor lägger ägg.
Beståndet påverkas negativ när det ursprungliga landskapet omvandlas till jordbruksmark. Denna orm har samma försvarsrörelser som en kobra från släktet Naja men den är ofarlig för människor. Trots allt dödas flera exemplar av människor som inte vill ha ormar i sin närhet. I de flesta områden är Pseudoxenodon macrops fortfarande vanligt förekommande. IUCN kategoriserar arten globalt som livskraftig.

## Underarter
Arten delas in i följande underarter:
- P. m. macrops
- P. m. fukiensis
- P. m. sinensis